# O&O Defrag
O&O Defrag是一个磁盘整理工具，支持FAT32和NTFS，可设定整理任务。分为專業版（Professional）和服务器（Server）版。它有多种整理方式，根据不同的碎片程度选用，整理系统盘可以用NAME整理，可加快开机速度。此外对于碎片较多的可用SPACE间整理。

## 外部連結
- O&O Software home（页面存档备份，存于）